# Oceanaspidiotus nendeanus
Oceanaspidiotus nendeanus är en insektsart som beskrevs av Williams och Watson 1988. Oceanaspidiotus nendeanus ingår i släktet Oceanaspidiotus och familjen pansarsköldlöss. Inga underarter finns listade i Catalogue of Life.